# 4287 Třísov
4287 Třísov eller 1989 RU2 är en asteroid i huvudbältet som upptäcktes den 7 september 1989 av den tjeckiske astronomen Antonín Mrkos vid Kleť-observatoriet i Tjeckien. Den är uppkallad efter Třísov i Tjeckien.
Asteroiden har en diameter på ungefär 5 kilometer.